# 瓦尔休姆
瓦尔休姆（德語：Walchum，發音：[ˈvalçʊm]）是德国下萨克森州埃姆斯兰县的市镇，西临荷兰，面积26.5平方千米，2023年12月31日人口为1,704人。